# مضيق تايوان
مضيق تايوان (صينية تقليدية:臺灣海峽؛ صينية مبسطة: 台湾海峡)، ويعرف أيضا بمضيق فورموسى، وهو مضيق بين الصين القارية وبين تايوان. ويعتبر المضيق جزءاً من بحر الصين الجنوبي ويتصل مع بحر الصين الشرقي من جهة الشمال الشرقي، ويبلغ طوله 180 كم (ما يعادل 110 أميال)، وعرض أضيق جزءٍ منه 130 كيلومتراً (ما يعادل 81 ميلاً).

## الأسماء

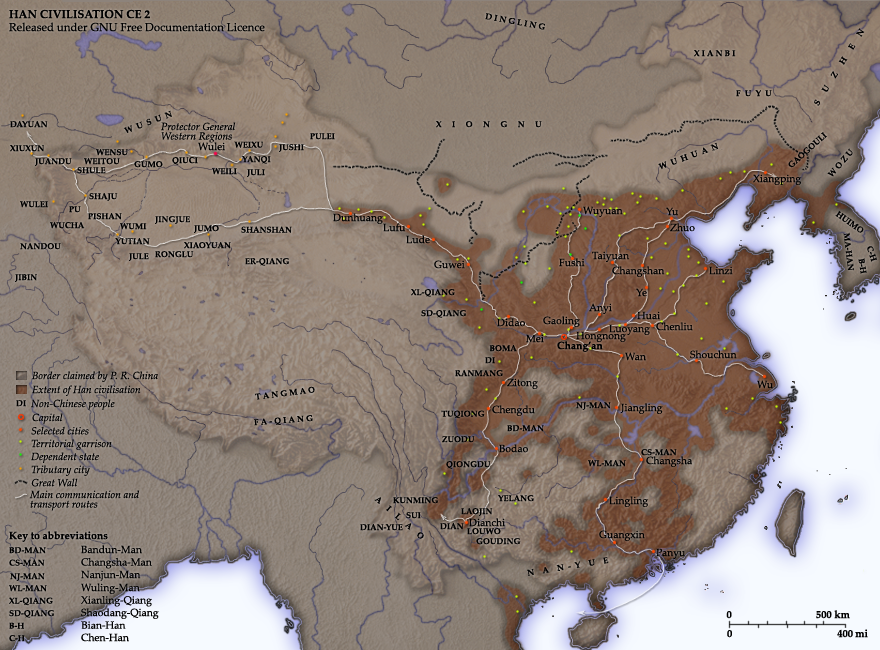
موقع "مضيق تايوان" بالنسبة إلى الساحل الآسيوي الشرقي.

تتضمن الأسماء السابقة لمضيق تايوان «مضيق فورموزا» [فورموزا هو الاسم القديم لتايوان] أو «مضيق فورموسى»، وهو مشتق من اسم مؤرخٍ لتايوان، و«مضيق فوكيان» أو «فوجيان» على اسم المقاطعة الصينية التي تشكل الساحل الغربي للمضيق، و«الخندق الأسود» وهو مشتق من اسم المضيق في هوكين وهاكا.

## الوصف الجغرافي

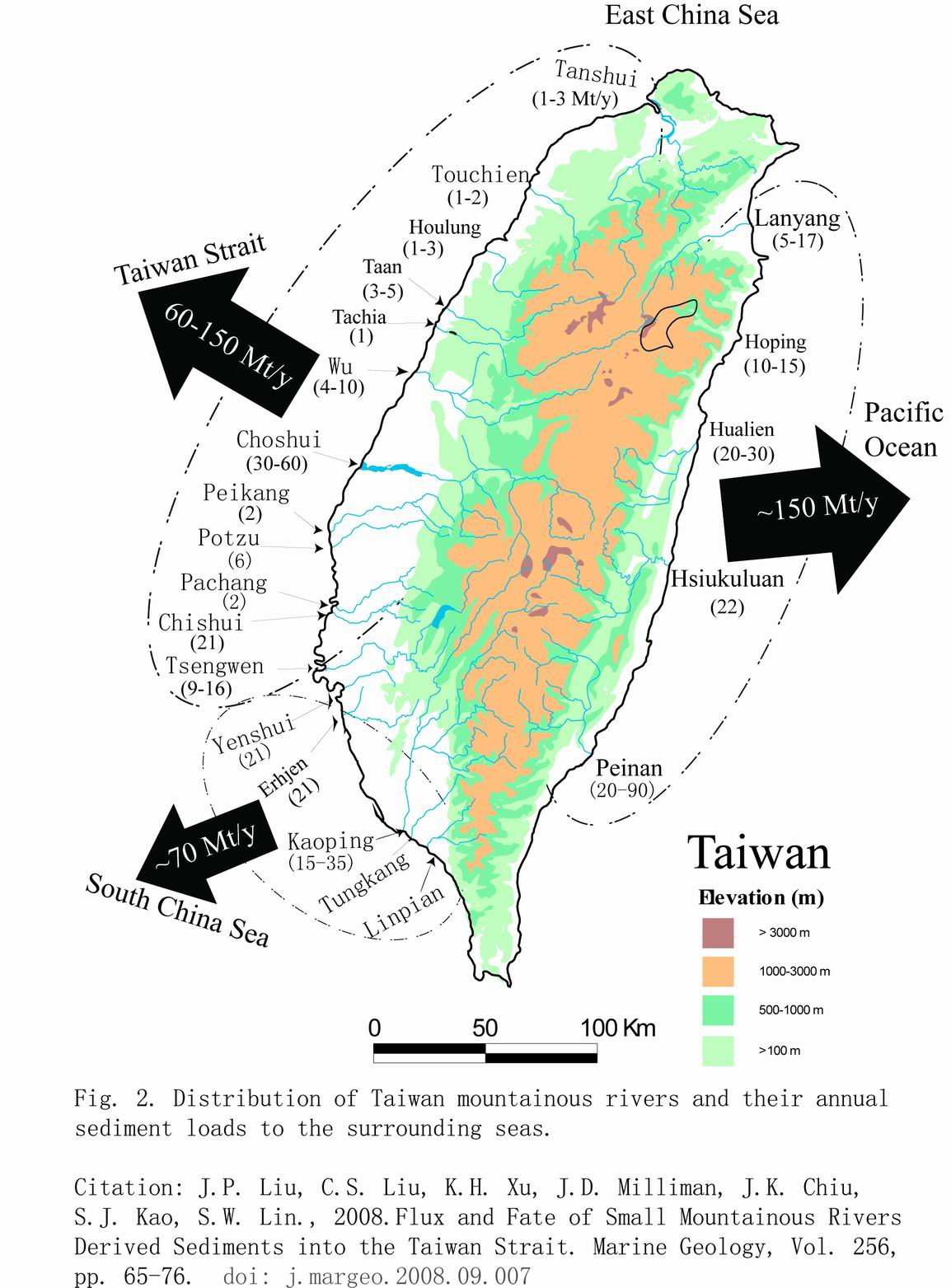
التوزيع من أنهار تايوان وحمولات الترسيب السنوية.

«مضيق تايوان» هو الجسم المائي الذي يفصل «مقاطعة فوجيان» عن «جزيرة تايوان». لا تحدد الاتفاقية الدولية «مضيق تايوان»، ولكنها تجعل مياهَه ضمن بحر الصين الجنوبي الذي يمتد حده الشمالي من «كيب فوجوي» (أقصى نقطةٍ شمال «جزيرة تايوان»)، وحتى «جزيرة نيوشان» إلى أقصى نقطةٍ جنوبي «جزيرة بينجتان»، ومن هناك غرباً على طول «خط العرض: 25° 24′ شمال» [أي شمال خط الاستواء] إلى ساحل «مقاطعة فوجيان». إن مُسوّدة طبعةٍ جديدةٍ من حدود المحيطات والبحار صادرةٍ عن «المنظمة الهيدروغرافية الدولية» تحدد بدقةٍ «مضيق تايوان»، وتصنفه على أنه جزءٌ من شمال المحيط الهادئ. وتجعل «مضيق تايوان» مسطحاً مائياً بين بحر الصين الشرقي وبحر الصين الجنوبي، ويحدده:
«إلى الشمال: خط واصل من ساحل الصين [عند النقطة ذات الإحداثيات] (25° 42′ شمال - 119° 36′ شرق) متجهاً شرقاً نحو "كسيانغ كيب" أقصى شمال "جزيرة هايتان"، ومن ثَمَّ إلى "فوجوي كيب" [عند النقطة ذات الإحداثيات] (25° 17′ 45″ شمال -121° 32′ 30″ شرق) الطرف الشمالي من "جزيرة تايوان" (الحد المشترك مع بحر الصين الشرقي]]).
إلى الشرق: من رأس "فوجوي كيب" باتجاه الجنوب على طول الساحل الغربي لـ"جزيرة تايوان" إلى "إيلوان كيب" [عند النقطة ذات الإحداثيات] (21° 53′ 45″ شمال - 120° 51′ 30″ شرق) الطرف الجنوبي لهذه الجزيرة.
إلى الجنوب: خط يصل إلى رأس  "إيلوان كيب" باتجاه الشمال الغربي على طول السواحل الجنوبية لـ"جزيرة ناناو"، وحتى أقصى الجنوب الشرقي من هذه الجزيرة إلى "رأس تشانغشان" الطرف الجنوبي لهذه الجزيرة [عند النقطة ذات الإحداثيات] (23° 23′ 35″ شمال - 116° 56′ 25″ شرق) ومن هناك خط يصل من "رأس تشانغشان" متجهاً غرباً إلى مصب "نهر هانجيانغ" [عند النقطة ذات الإحداثيات] (23° 27′ 30″ شمال - 116° 52′ شرق) على ساحل الصين (الحد المشترك مع بحر الصين الجنوبي).
في الغرب: من مصب نهر هانجيانغ باتجاه الشمال الشرقي -على طول ساحل الصين- إلى الموقع [ذي الإحداثيات] (25° 42′ شمال - 119° 36′ شرق).»
يقع «مضيق تايوان» بأكمله على الجرف القاري لقارة آسيا، ويبلغ عمقه برمته أقل من مئةٍ وخمسين (150) متراً (ما يعادل 490 قدماً) تقريباً، مع وادٍ قصيرٍ بهذا العمق قبالة الساحل الجنوبي الغربي لتايوان. على هذا النحو هناك العديد من الجزر في المضيق؛ أكبر الجزر وأهمها قُبالة ساحل فوجيان هي «كسيامن» و«جولانغيو» و«بينجتان» (أو «هايتان» في ترسيم «المنظمة الهيدروغرافية الدولية»)، و«كينمن» و«ماتسو». وثلاث الجزر الأولى تسيطر عليها «جمهورية الصين الشعبية»، والأخيرتان تابعتان لـ«جمهورية الصين» [«تايوان»]. وتقع داخل المضيق «پينغهو» أو «پيسكادوريس» Pescadores التي تسيطر عليها أيضاً «جمهورية الصين». ثمة حدٌّ كبير تحت الماء بطول (40-60) كم (ما يعادل 25-37 ميلاً) شمال جزر «پينغهو». تصب جميع أنهار «مقاطعة فوجيان» في «مضيق تايوان» باستثناء نهر «تينغ»، وأكبر هذه الأنهار نهرا «مين» و«جيولونغ».

### الخط المتوسط
تبنت تاريخياً كلٌّ من جمهورية الصين الشعبية (PRC)، وجمهورية الصين (ROC) في «تايوان» سياسة الصين الواحدة التي اعتبرت المضيق جزءاً من المنطقة الاقتصادية الخالصة لـ«صينٍ» واحدةٍ. في الممارسة العملية توجد حدود مراقبةٍ بحريةٍ على طول الخط المتوسط أسفل المضيق. جرى تحديد الخط المتوسط في العام 1955 من قبل الجنرال في القوات الجوية الأمريكية «بنجامين أو. ديفيس جونيور» الذي رسم خطاً أسفل منتصف المضيق، ثم ضغطتِ الولايات المتحدة على كلا الجانبين للدخول في اتفاقيةٍ ضمنيةٍ بعدم تجاوز الخط المتوسط هذا. لم تتجاوز جمهورية الصين الشعبية هذا الخط حتى العام 1999، ولكن بعد التعدي الأول في ذلك العام أضحت تجاوزاتُ الطائرات الصينية للخط المتوسط بانتظامٍ متزايدٍ. يُعرف هذا الخط المتوسط أيضاً بـ«خط ديفيس».

## جيولوجياً

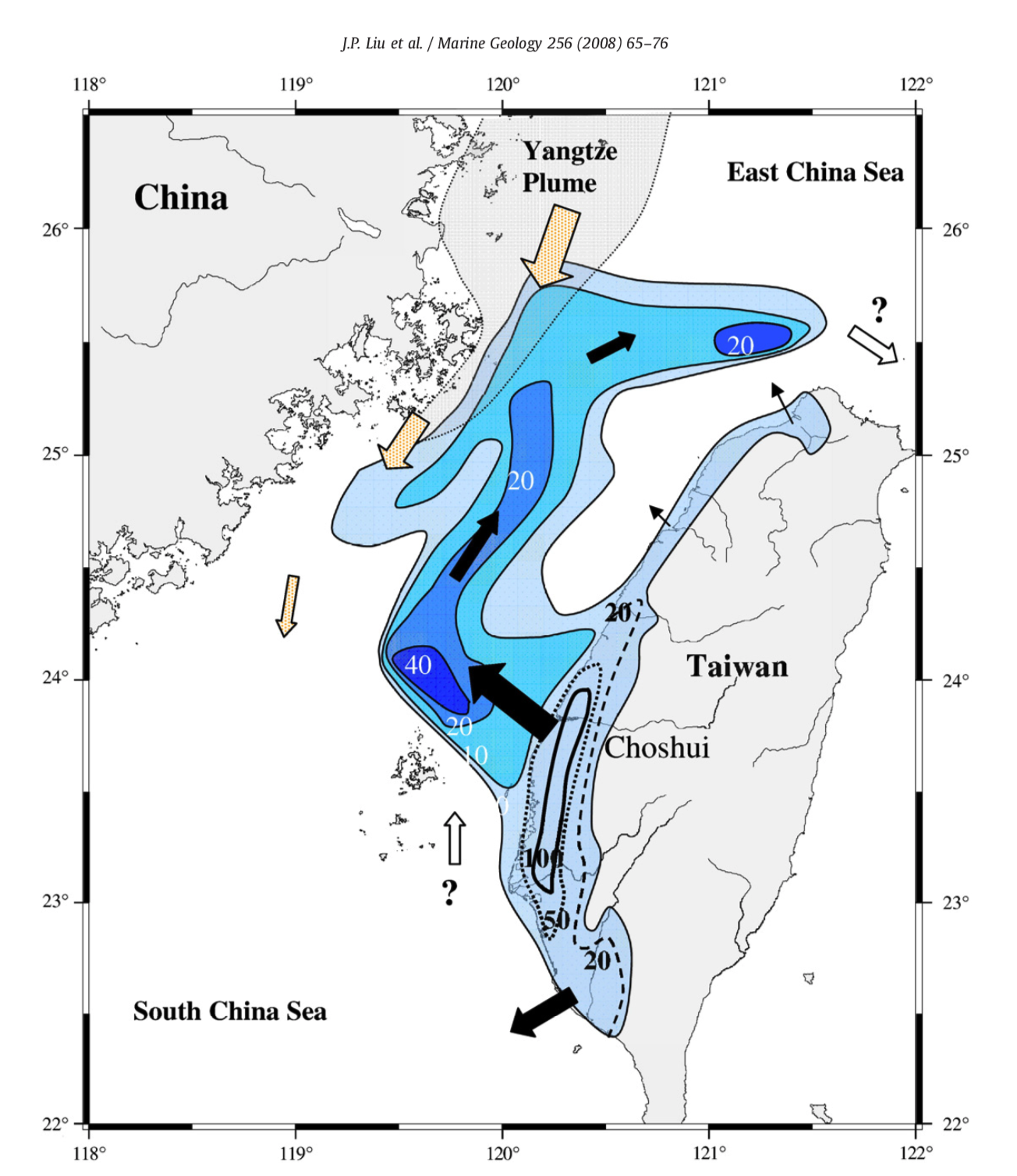
عمق رواسب العصر الحديث Holocence Sediment في "مضيق تايوان" بالأمتار.

### توزيع الرواسب
كل عامٍ تحمل أنهار «تايوان» ما يصل إلى 370 مليون طنٍّ من الرواسب إلى البحر بما في ذلك ستين إلى مئةٍ وخمسين مليون طنٍّ تُرسَّب في «مضيق تايوان». خلال عشرة آلاف السنة الماضية ترسب ستمئة مليار طنٍّ من الرواسب النهرية في «مضيق تايوان» مكونةً -محلياً- فصّاً تصل سماكته إلى أربعين متراً في الجزء الجنوبي من «مضيق تايوان».

## التاريخ

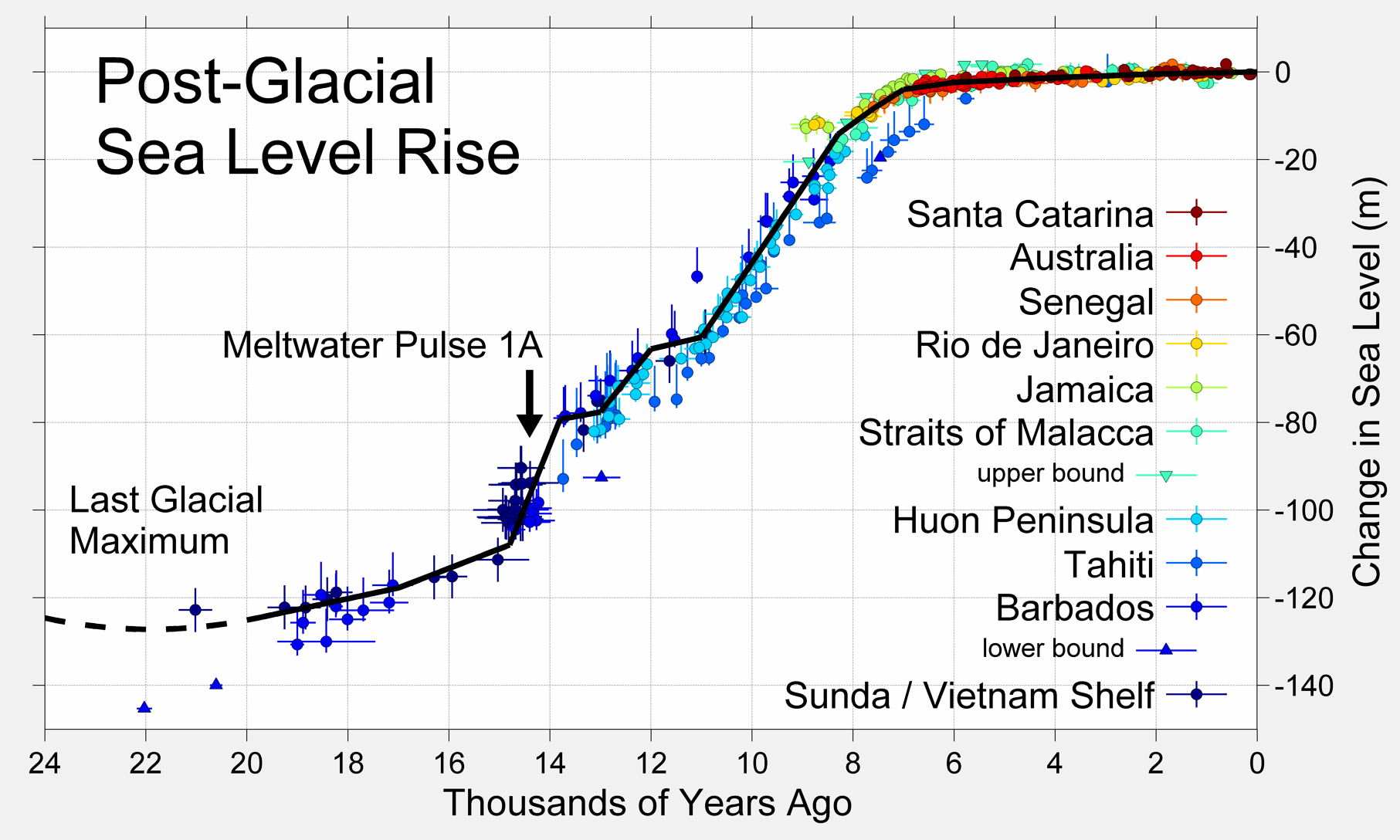
ارتفاع منسوب سطح البحر ما بعد العصر الجليدي. ظهر "مضيق تايوان" في بداية الفترة الحالية الأكثر دفئاً.

فصل المضيق -في الغالب- ثقافة الهان في البر الرئيسي الصيني عن السكان الأصليين لـ«جزيرة تايوان» لآلاف السنين، على الرغم من أن شعبي «الهاكا» و«الهوكلو» تاجرا وهاجرا عبره. كما استفاد المستكشفون الأوروبيون -وخاصةً الإسبان والهولنديون- من المضيق لإنشاء قواعدَ أماميةٍ للتجارة مع البر الرئيسي خلال فترة حكم أسرة «مينج». جرى استخدام القواعد أيضاً في مداهمة كلٍّ من الساحل الصيني، والسفن التجارية للدول المنافسة.
بدأتِ الهجرة الصينية على نطاقٍ واسعٍ عبر المضيق في أواخر عهد أسرة «مينغ». خلال غزو كينغ (بالإنجليزية: Qing) طرد «زِنغ تشِنغونغ» (أو «كوكسينغا») الهولنديين وأسس مملكة «تونغنينغ» (بالإنجليزية: Tungning) في العام 1661، وكان يخطط لبدء إعادة احتلال البر الرئيسي باسم فرع أسرة «مينغ» الجنوبية من السلالة الإمبراطورية القديمة. كان «دورغون» وإمبراطور «كانغشي» قادرين على تعزيز سيطرتهم على جنوب الصين القارية. ووجد «كوكسينغا» (بالإنجليزية: Koxinga) نفسه مقيداً بالغارة عبر المضيق. استسلم حفيده «تشنغ كيشوانج» لأسرة «تشينغ» بعدما خسر الأميرال معركة «جزر پينغو» في العام 1683 في وسط المضيق.
استولت اليابان على «جزر پينغو» خلال الحرب الصينية اليابانية الأولى، وسيطرت على «تايوان» عند نهايتها في العام 1895. استُغلتِ السيطرة على النصف الشرقي من المضيق بهدف فرض السيطرة على الساحل الجنوبي للصين خلال الحرب العالمية الثانية. قام المضيق بحماية القواعد والصناعة اليابانية في تايوان من الهجمات والتخريب الصيني، ولكن الحرب الجوية وصلت إلى الجزيرة بحلول العام 1943. أعطت معركة «فورموزا» الجوية في العام 1944 لأسطول الولايات المتحدة في المحيط الهادئ التفوق الجوي من مجموعات الناقلات والقواعد الفلبينية، وفي وقتٍ لاحقٍ استمر القصف حتى استسلام اليابان في العام 1945. أدى التقدم السريع لجيش التحرير الشعبي الشيوعي الصيني في العام 1949 إلى انسحاب الحكومة عبر «مضيق تايوان» نحو تايوان أو تايبيه.
كان هذا المضيق مسرحاً للعديد من الصراعات بين جمهورية الصين الشعبية وجمهورية الصين منذ أواخر أيام الحرب الأهلية الصينية في العام 1949 عندما قامت حركة الكومينتانغ مع قائدها شيانج كاي شيك بالانسحاب بأمر قائدها إلى آخر حصنٍ لهم في تايوان، مثلما حدث في أزمتي مضيق تايوان الثانية في العام 1958، ومضيق تايوان الثالثة في العامين (95-1996).

## الاقتصاد
استخدم الصيادون المضيق كمورد صيدٍ منذ زمنٍ سحيقٍ. في العصر الحالي المضيق هو البوابة التي تستخدمها السفن من كل نوعٍ تقريباً عند المرور من وإلى جميع الموانئ المهمة تقريباً في شمال شرق آسيا. في العام 2020 كانت السفن الصينية تصطاد بشكلٍ غير قانونيٍّ، وتجرف الرمال في النصف التايواني من المضيق.
تقوم تايوان ببناء مزارع رياح رئيسية في المضيق.

## معرض الصور
- النظر شرقاً من آسيا باتجاه المحيط الهادي.
- النظر غرباً من المحيط الهادي باتجاه آسيا.
- النظر جنوباً من الشمال باتجاه بحر الصين الجنوبي.
- النظر شمالاً من الجنوب باتجاه بحر الصين الشرقي.